# Elisabeth Ralf
Elisabeth Ralf, folkbokförd Anna Elisabet Ralf, född 24 september 1918 i Hedvig Eleonora församling i Stockholm (nedkomstort Vrigstad, Jönköpings län), död 23 maj 2017, var en svensk grossist och författare. 
Hon var dotter till tenorsångaren, professor Einar Ralf och Anna-Beth Dahl samt syster till informationschefen Klas Ralf och arkitekten Eva Ralf. 
Elisabeth Ralf arbetade på Allmänna säkerhetstjänstens telefonkontroll under kriget. Hon verkade senare som grossist och grundade butiken Frisk & Ralf i Stockholm på 1970-talet. Elisabeth Ralf gav ut flera böcker, bland annat "Änglar och Rosor" från 1973 som har översatts till andra språk och gavs ut i ny upplaga 1978.
2002 startade hon ett "kärringuppror" mot ungdomsfixeringen och var med i "Debatt" i SVT lett av Lennart Persson.
Elisabeth Ralf var 1941–1947 gift med arkitekturhistorikern Elias Cornell (1916–2008) och 1953–1968 med kemisten, professor Ragnar Vestin (1914–1994).